# Heinz Potthoff (Politiker, 1875)

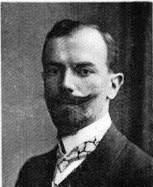
Porträt im Reichstagshandbuch 1907

Heinz Potthoff (* 9. Mai 1875 in Bielefeld; † 4. März 1945 in Berlin) war ein deutscher Sozialreformer und liberaler Politiker. Er trat sich insbesondere als einflussreicher Arbeitsrechtler hervor.

## Leben
Der Vater Hermann war Fabrikant. Potthoff besuchte das Realgymnasium in Bielefeld bis zur Reifeprüfung 1893. Er absolvierte zwischen 1893 und 1895 zunächst eine kaufmännische Ausbildung bei der Barmer Litzenfabrik. Zusätzlich bestand er auch die Nachprüfung am örtlichen humanistischen Gymnasium 1898. Danach studierte er ab 1895 in München, Leipzig und Berlin Staats- und Rechtswissenschaften. In München wurde er 1895 Mitglied der Burschenschaft Rhenania. Besonders bemühte er sich um eine Einigung der reichsdeutschen und der österreichischen Burschenschaften. Aus der Rhenania musste er aufgrund politischer Differenzen jedoch 1932 austreten. Im Jahr 1900 schloss er das Studium mit der Promotion zum Dr. phil. im Fach Staatswissenschaften ab. Seine Dissertation war eine regional- und wirtschaftsgeschichtliche Arbeit: „Die Leinenleggen in der Grafschaft Ravensberg.“
Zwischen 1901 und 1905 war er Geschäftsführer des Handelsvertragsvereins in Berlin. Danach war er Syndikus des Deutschen Werkmeisterverbandes mit Sitz in Düsseldorf. Er war außerdem ab 1906 Redakteur der Volkswirtschaftlichen Blätter, dem Organ des Reichsverbandes Deutscher Volkswirte.
Potthoff wurde 1903 für den Reichstagswahlkreis Waldeck-Pyrmont in den Reichstag gewählt. Dort hospitierte er zunächst in der Fraktion der Freisinnigen Vereinigung. Seit 1910 gehörte er der Fortschrittlichen Volkspartei an. Vor der Reichstagswahl von 1912 verzichtete er auf eine weitere Reichstagskandidatur.
Er stand inhaltlich Friedrich Naumann nahe und engagierte sich gegen das Dreiklassenwahlrecht in Preußen und anderen deutschen Ländern. Er setzte sich auch für das Frauenwahlrecht ein. Er veröffentlichte 1911 die programmatische Schrift Die sozialen Aufgaben des Liberalismus. Potthoff hat sich als maßgeblicher liberaler Sozialpolitiker an der Sammlung der Reformkräfte beteiligt. Er hat sich aktiv an der Arbeit der Vereinigung für Sozialpolitik und der Gesellschaft für soziale Reform beteiligt.
Insbesondere bemühte er sich um eine Vereinheitlichung des Angestelltenrechts. Im Jahr 1908 legte er den Entwurf eines Reichsarbeitsgesetzes vor. Zwischen 1914 und 1933 gab er die Zeitschrift Arbeitsrecht. Jahrbuch für das gesamte Dienstrecht der Arbeiter, Angestellten und Beamten heraus.
Potthoff siedelte 1917 nach München über. Unter dem Eindruck des „Kriegssozialismus“ wandte er sich der Gemeinwirtschaft zu. Zwischen 1918 und 1920 war er Referent im bayerischen Ministerium für Soziale Fürsorge. Danach lebte er als freier Schriftsteller. Er war später am Entwurf eines Arbeitsgesetzbuches beteiligt. Er war Mitglied des Arbeitsrechtsausschusses angesiedelt beim Reichsarbeitsministerium. Als solcher war er 1923 am Entwurf und der Begründung eines Arbeitsvertragsgesetzes führend beteiligt. Er war auch an der Vorbereitung des Tarifvertragsgesetzes und des Arbeitsgerichtsgesetzes beteiligt. Als ehemalige Funktionär des Werkmeisterverbandes waren für ihn die Rechte der (leitenden) Angestellten weiterhin von großer Bedeutung. Allerdings konnte er weitergehende Vorstellungen nicht durchsetzen. Obwohl er 1928 zum Regierungsrat im Reichsarbeitsministerium ernannt wurde, ließ sein Einfluss nach und ihm wurde nur ein wenig bedeutendes Referat zugewiesen. Zu Beginn der Zeit des Nationalsozialismus wurde er aus dem Staatsdienst entlassen.
In einer letzten größeren Schrift Das deutsche Arbeitsrecht, Handbuch für Vertrauensräte, Betriebsführer und Gefolgschaft (Frommhagen, Berlin 1935) grenzte er in positivistischer Weise das Arbeitsrecht zur NS-Zeit von dem der Weimarer Republik ab. Seither war er im gewerblichen Rechtsschutz tätig. Außerdem war er Leiter des Verlages Heß in Stuttgart. Die Umstände seines Todes sind unklar. Die Schriften von Potthoff waren nach dem Zweiten Weltkrieg für die Entwicklung des Arbeitsrechts der Bundesrepublik Deutschland von erheblicher Bedeutung.
In der DDR wurde Das deutsche Arbeitsrecht auf die Liste der auszusondernden Literatur gesetzt.